# Muzeul de Artă Contemporană din Marsilia
Muzeul de Artă Contemporană din Marsilia, numit și „MAC”, este muzeul din Marsilia dedicat artei contemporane care include colecții de lucrări din anii 1960 până în prezent.

## Istoric
Muzeul de Artă Contemporană din Marsilia și-a deschis porțile în 1994, sub conducerea lui Bernard Blistène.
În vederea găzduirii de către Marsilia a Manifesta 13, muzeul este în renovare din 2019 până în septembrie 2020.